# Voi trắng (thuật ngữ)

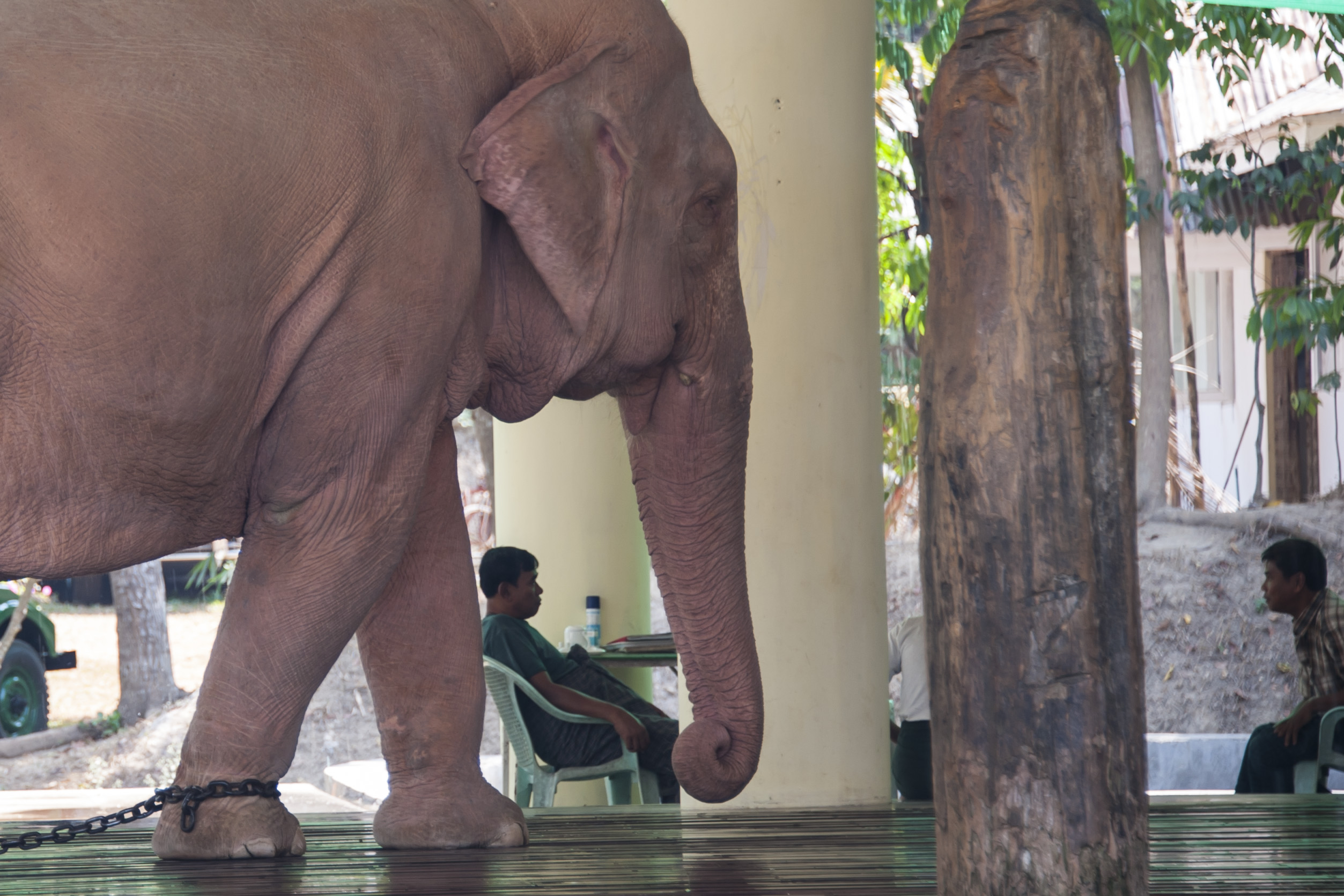
Một con voi trắng ở ngoài Yangon năm 2013

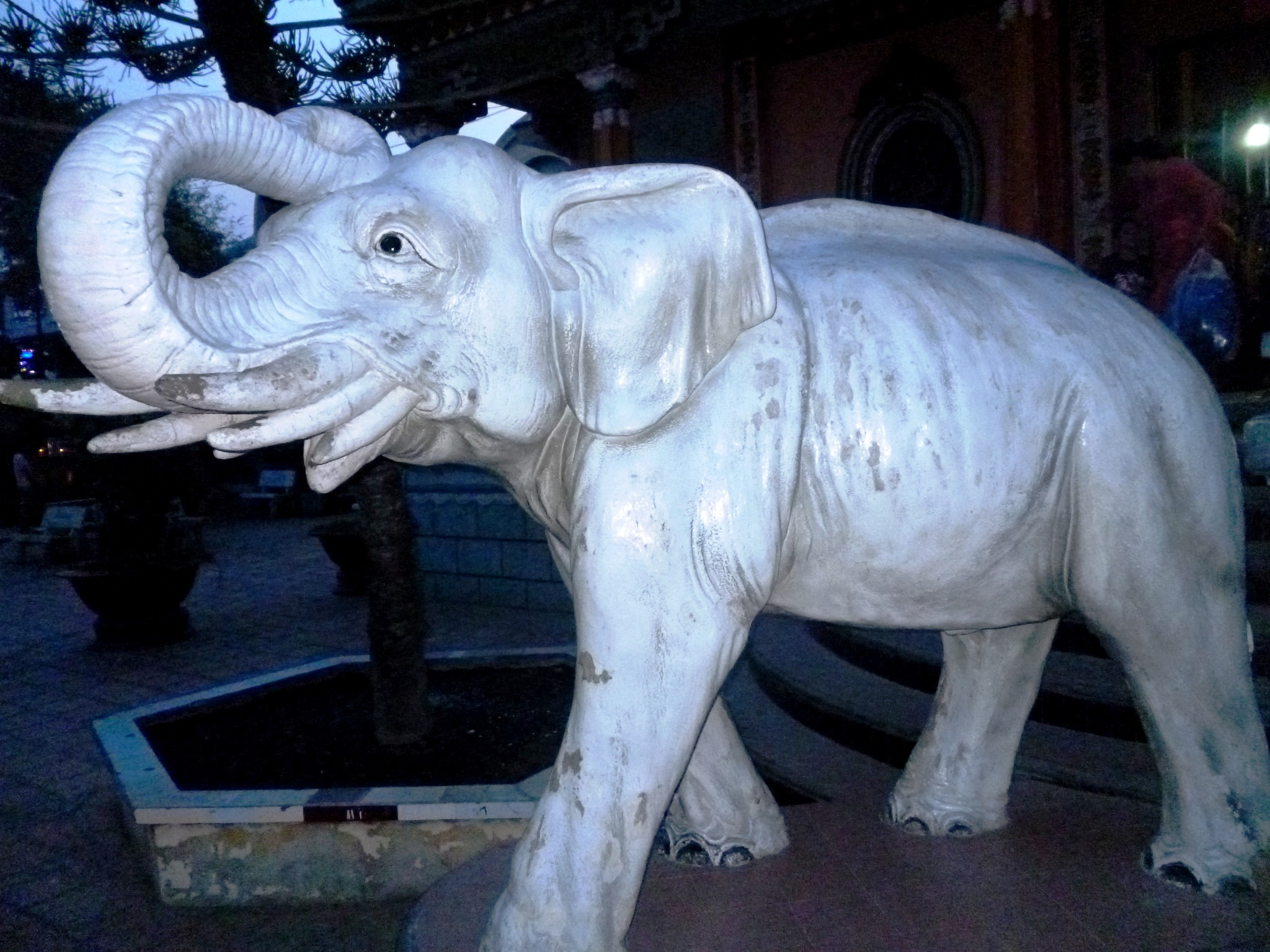
Tượng voi trắng tại Tây An cổ tự ở An Giang

Một con voi trắng trong tiếng Anh (White elephant) là thuật ngữ để chỉ một vật sở hữu mà chủ sở hữu của nó không thể bỏ đi và phải bỏ ra chi phí, đặc biệt là chi phí bảo trì, không tỷ lệ thuận với tính hữu dụng của nó. Trong sử dụng hiện đại, nó là một đối tượng, dự án xây dựng, kế hoạch, liên doanh, cơ sở, vv, được coi là đắt tiền nhưng không sử dụng hoặc giá trị..

## Nguồn gốc

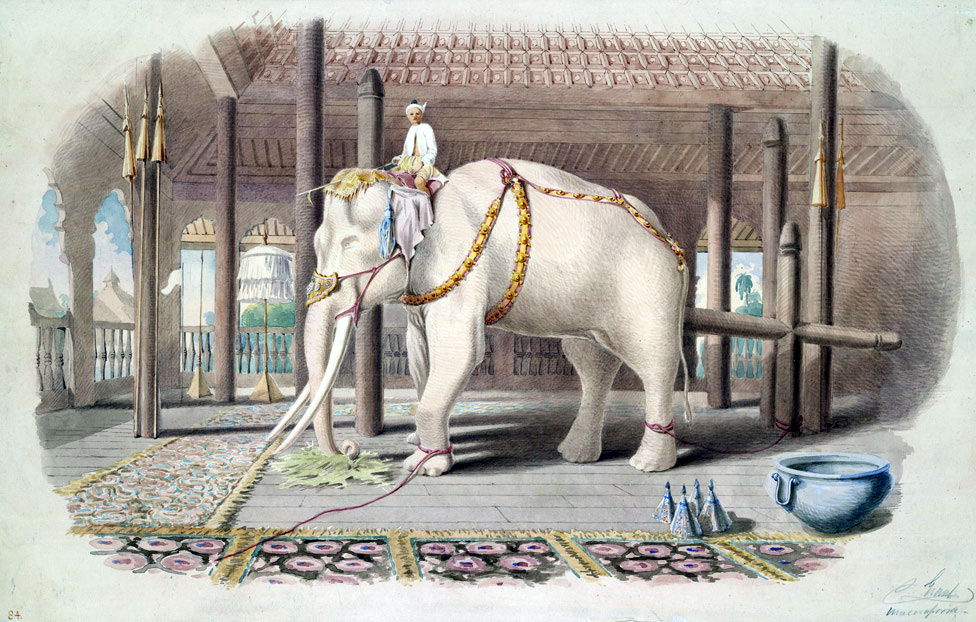
Một con voi trắng tại Cung điện Amarapura năm 1855

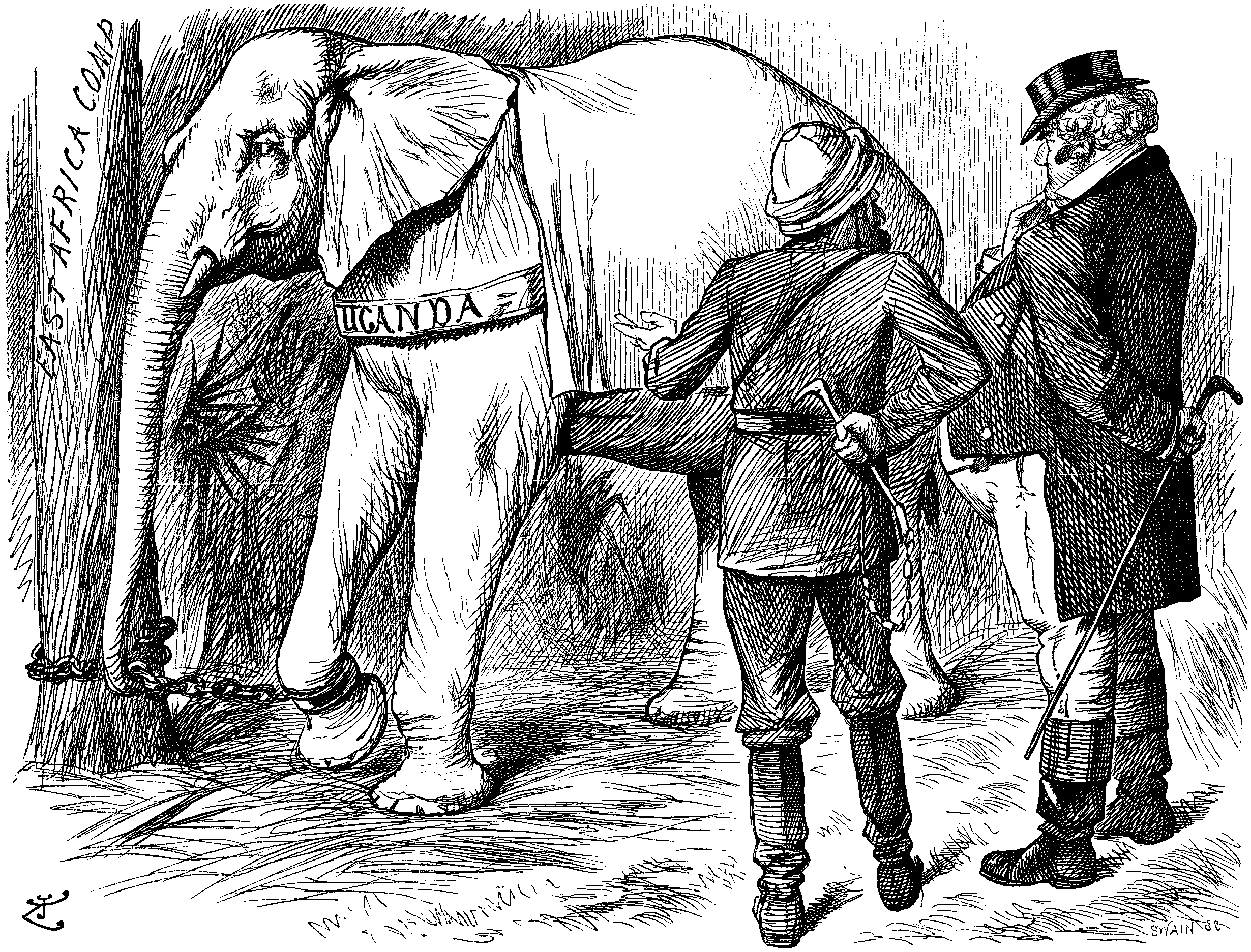
Công ty Đông Phi thuộc Anh coi Uganda như một con voi trắng khi xung đột nội bộ khiến chính quyền không thể